# Dysomma brevirostre
Dysomma brevirostre är en fiskart som först beskrevs av Facciolà, 1887.  Dysomma brevirostre ingår i släktet Dysomma och familjen Synaphobranchidae. Inga underarter finns listade i Catalogue of Life.